# Around Midnight
Around Midnight — студийный альбом американской певицы Джули Лондон, выпущенный в 1960 году на лейбле Liberty Records. Продюсером альбома выступил Саймон Уоронкер, аранжировщиком и дирижёром — Дик Рейнольдс

## Список композиций
| №  | Название                                | Автор(ы)                                   | Длительность |
| -- | --------------------------------------- | ------------------------------------------ | ------------ |
| 1. | «’Round Midnight»                       | Телониус Монк, Кути Уильямс, Берни Ханиген | 2:54         |
| 2. | «Lonely Night in Paris»                 | Бобби Труп, Боб Алсивар                    | 2:12         |
| 3. | «Misty»                                 | Эрролл Гарнер, Джонни Берк                 | 3:11         |
| 4. | «Black Coffee»                          | Сонни Бёрк, Пол Фрэнсис Уэбстер            | 2:58         |
| 5. | «Lush Life»                             | Билли Стрэйхорн                            | 1:41         |
| 6. | «In the Wee Small Hours of the Morning» | Дэвид Манн, Боб Хиллард                    | 2:49         |

| №                   | Название                          | Автор(ы)                              | Длительность |
| ------------------- | --------------------------------- | ------------------------------------- | ------------ |
| 1.                  | «Don’t Smoke in Bed»              | Уиллард Робисон                       | 2:25         |
| 2.                  | «You and the Night and the Music» | Артур Шварц, Говард Дитц              | 2:40         |
| 3.                  | «Something Cool»                  | Билли Барнс                           | 4:38         |
| 4.                  | «How About Me?»                   | Ирвинг Берлин                         | 4:07         |
| 5.                  | «But Not for Me»                  | Джордж Гершвин, Айра Гершвин          | 2:24         |
| 6.                  | «The Party’s Over»                | Джул Стайн, Бетти Комден, Адольф Грин | 3:17         |
| Общая длительность: | Общая длительность:               | Общая длительность:                   | 35:16        |